# كهيا
كهيا شامون فينش (/ˈkaɪ.ə/, KY-ə ولدت 8 نوفمبر 1977 هي مغنية راب أمريكية وكاتبة أغاني ومغنية وشخصية إعلامية ومنتج تسجيلات. اشتهرت بأغنيتها المنفردة العالمية "(My Neck, My Back (Lick It" بالإضافة إلى أغانيها البارزة الأخرى مثل "Snatch the Cat Back" و "Respect Me" و "Been a Bad Girl" و "Next Caller ".

## ألبومات
- Thug Misses صدر في 2001
- Gangstress صدر في 2006
- Nasti Muzik صدر في 2008
- MotorMouf aka Khia Shamone صدر في 2012
- Love Locs صدر في 2014
- QueenDomCum صدر في 2016
- TwerkAnomics صدر في 2018